# Никольский переулок (Кронштадт)
Нико́льский переулок — улица в Кронштадте. Соединяет Флотскую улицу с улицей Восстания параллельно Красному переулку к востоку от последнего. Протяжённость магистрали — 125 метров.

## История
Переулок известен с XIX века; на протяжении всего времени существования его название не изменялось.

## Пересечения
С севера на юг:
- улица Восстания
- Владимирская улица
- Флотская улица

## Здания и сооружения
- Официально по адресу Никольский переулок значатся только два дома: № 1 и № 2.